# BitShares
BitShares — open-source, публічна, заснована на блокчейні фінансова платформа реального часу. Вона забезпечує децентралізований обмін активів, на кшталт NYSE, але для криптовалют без необхідності довіряти централізованому фонду. BitShares забезпечується криптовалютою «BTS», котра використовується для плати за дії у мережі, або застави.
Ця платформа була спроєктована американським програмістом і підприємцем Деном Ларімером, і запущена у липні 2014 року.

## Історія

### Початок
Другого червня 2013 року, підприємець Ден Ларімер відкрив шлях для створення фіат/bitcoin обміну без депозиту у готівці, надаючи під заставу іншу криптовалюту.
Поки на різних форумах обговорювали цей концепт, він представив свої ідеї Чарлі Хоскінсону, співзасновнику мережі Ethereum, котрий допоміг доопрацювати ідею і створити бізнес-план. Удвох вони представили план Лі Хіалаї, китайському bitcoin-магнату, котрий погодився профінансувати розробку. До 4 липня вони заснували компанію Invictus Innovations. Через кілька місяців, у жовтні 2013, Хоскінсон і Ларімер презентували концепт BitShares на bitcoin-конференції в Атланті.

### ProtoShares
Ларімер прагне створити Bitshares X, блокчейн платформу для створення бізнесів, на зразок децентралізованого банку і обмінника, внести технічні інновації (як Bitcoin і Ethereum). Він розуміє, що для розробки потрібен час, тому створив BitShares PTS (відомий як ProtoShares), клон біткойна, токени якого за планом будуть пізніше оновлені до Bitshares. Таким чином, ранні прихильники будуть залучені в майнінг та обмін. Перший PTS блок був добутий 5 листопада 2013 року.

### Винахід DPOS (Delegated Proof of Stake)
Кілька тижнів потому, Даніель робить висновок, що майнінг має недолік. Він стверджує, що майнінг в кінцевому підсумку централізує мережу в країнах з дешевою електроенергією.
Через місяць в новому релізі ProtoShares, він анонсував, що в наступній версії проєкту замість Proof-of-work буде використовуватися Proof-of-stake, завдяки чому, будь-хто, забажавши, може використовувати для підтримки мережі свій домашній комп'ютер.
8 грудня 2013 року Ларімер представив новий консенсус-алгоритм — Delegated Proof-of-stake, який був запущений на BitShares 19 числа того ж місяця.

### Bitshares 2.0
13 жовтня 2015 року, Bitshares оновився до версії 2.0, відомої зараз як Graphene.

## Головні переваги

### Швидкодія і масштабованість
Розробники заявляють, що BitShares здатна обробляти 100,000 транзакцій в секунду і навіть більше, якщо застосувати оптимізацію. Для порівняння, VISA, одна з найбільших фінансових провайдерів у світі, обробляє близько 2000 транзакцій в секунду (максимальна 24,000 транзакцій в секунду).

### Децентралізована біржа активів
BitShares дозволяє користувачам торгувати на повністю децентралізованій біржі (DEX). Традиційні біржі криптовалют покладаються на приватні сервери для зберігання і контролю всіх фондів, хоча історія з крадіжками, хакерськими зломами або закриттям продовжують траплятися. Ідея DEX полягає в тому, щоб надавати доступ до особистих активів лише самим користувачам використовуючи закриті ключі. Так користувачі самі повністю контролюють свої акаунти, тому атакувати мережу немає сенсу.

### Динамічні права акаунта
Для всіх акаунтів на платформі можна встановити множинні права інших акаунтів, створюючи ієрархію прав, що існує в реальних організаціях. Таким чином дії облікового запису можуть контролюватися кількома людьми.

### Реферальна програма винагороди
У блокчейн вбудована реферальна програма для залучення сторін. Частина комісії при створенні нового користувача йде рефералу, що привернув цих людей.

### Випуск призначених для користувача активів
Користувачі на BitShares можуть створювати свої налаштовувані токени, наприклад для краудфандингу свого бізнесу або стартапу. Ці токени можуть торгуватися або зберігатися як постійний актив. Такий токен повинен мати унікальне ім'я, опис, початкову і максимальну кількість, а також може містити комісію за торгівлю на біржі й багато іншого.

### Децентралізовані активи

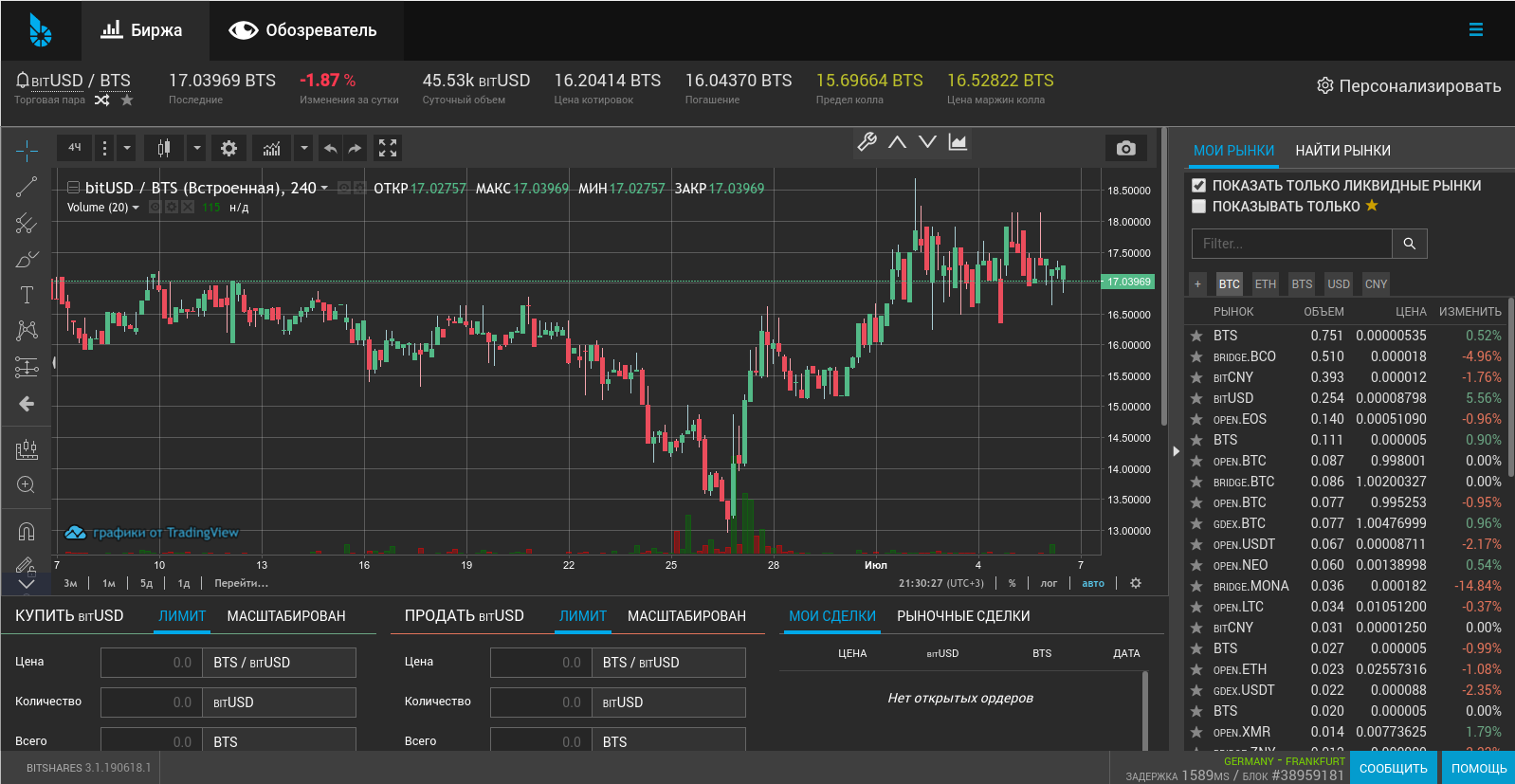
Зовнішній вигляд BitShares 3.1.190618

Децентралізовані активи або «Smartcoin» це токени, ціна яких вираховується і поставляється в блокчейн і виражена в токені BTS. Прикладом smartcoin-а може служити долар США, дорогоцінний метал або акції компанії. Будь-хто, що забажає, може зайняти у блокчейна такі токени, але натомість має надати заставу у вигляді BTS. Після цього їм можна торгувати, а будь-хто, що забажає, може запросити обмін smartcoin на еквівалент в BTS. Таким чином smartcoin має цінність незалежно, від походження, і має фіксовану вартість.

### Внесення і фінансування пропозицій
BitShares має резервний пул, який зберігає надходження від транзакцій в блокчейн. Тримачі BTS можуть вносити пропозиції про фінансування проєкту з цього пулу. Пропозиція буде схвалена тільки при схваленні більшості голосувальників.

### Імена акаунтів
Адреса гаманця на платформі BitShares використовує імена, що легко прочитати й що вибрані користувачем, а не набір погано запам'ятовуваних символів, як в інших блокчейнах.

### Делегований доказ володіння часткою
Делегування доказу володіння часткою (DPOS) — це модель досягнення консенсусу в блокчейні. Вона використовує систему голосувань для контролю параметрів блокчейна, таких як комісійні збори, інтервали блоків, номера нод для виробництва блоків і іншого. Це сприяє швидкому досягненню консенсусу протягом однієї секунди.
Ноди, що виробляють блоки, називаються «засвідчувач», вони збирають всі транзакції для формування блоку, відправляють цей блок іншим і додають його в блокчейн.